# Flabellina browni
Coryphelle de Brown
Espèce
Synonymes
- Coryphella verrucosa verrucosa (Thompson & Brown, 1976)
- Coryphella browni (Picton, 1980)[2]

Flabellina browni, communément appelé le Coryphelle de Brown, est une espèce de nudibranches de la famille des Flabellinidae. Ce petit mollusque blanc translucide aux cérates rouges vit dans l'est de l'océan Atlantique, de l'Islande jusqu'aux côtes françaises. Hermaphodite comme tous les nudibranches, il dépose en été un cordon en spirale composé de milliers d’œufs blancs desquels éclosent des larves véligères.

## Distribution et habitat
Cette espèce est décrite à partir d'un holotype collecté en Irlande mais F. browni est répertoriée dans l'est de l'océan Atlantique, de l'Islande aux côtes françaises. Le nudibranche est également présent dans la Manche, en mer Baltique ainsi qu'en mer du Nord. Il se rencontre sur des fonds rocheux de l'infralittoral exposées aux courants de marée,.

## Description
Le Coryphelle de Brown mesure généralement entre 20 et 30 mm mais peut atteindre 50 mm,, voire 80 mm parmi les individus les mieux nourris. Le corps est blanc translucide mais des taches blanc opaque sont visibles aux extrémités des tentacules buccaux, des rhinophores ainsi que de la queue. Une ligne blanche se dessine sur la médiane dorsale, depuis le dernier cérate jusqu'au coin postérieur du pied. Les cérates laissent voir une extension de la glande digestive : celle-ci leur confère une coloration comprise entre le rouge, le brun et le noir. Les cérates portent un large anneau blanc un peu en-dessous de l'apex. Les cérates sont disposés en 8 bouquets de chaque côté du dos au maximum ; chacun de ces bouquets peut compter jusqu'à 15 rangées de cérates, chacune de ces rangées pouvant avoir 5 cérates individuels,. Les rhinophores sont lisses ou bien légèrement ridés.
Le Coryphelle de Brown est parfois confondu avec d'autres espèces du même genre. Ainsi, Flabellina lineata se différencie de F. browni par une ligne blanche dans le sens de la longueur sur les rhinophores et les cérates. Les spécimens de petite taille peuvent entraîner des confusions à cause de leur ressemblance à F. gracilis mais les cérates de cette espèce ne portent qu'un point blanc en lieu et place de l'anneau de F. browni,.

## Écologie
Ce nudibranche se nourrit de plusieurs espèces d'hydraires, principalement du genre Tubularia, et plus précisément T. indivisa et T. larynx,. Corymorpha nutans et différentes espèces du genre Eudendrium comptent aussi parmi ses proies qu'il attaque grâce à sa radula,.
Lorsque le nudibranche se nourrit de l'hydraire, les nématocystes de ce dernier traversent le système digestif sans être abimés et sont envoyés aux extrémités des cérates. Ils sont ensuite utilisés pour la défense du nudibranche. La tenue très colorée de F. browni pourrait servir d'avertissement aux éventuels prédateurs. Il n'y a pas de prédateur connu au spécimen adulte de l'espèce.
Comme les autres nudibranches, cette espèce est hermaphrodite : un même spécimen porte les sexes mâle et femelle. La reproduction nécessite tout de même l'accouplement qui s'effectue tête-bêche, les flancs droits se touchant : la fécondation est réalisée mutuellement. Les pontes (ou « oothèques ») se déroulent entre ami et août, il s'agit d'un cordon en spirale déposé sur les tiges des hydraires et composé de milliers d’œufs blancs. L'éclosion survient après deux semaines : des larves planctotrophiques en sont issues,.